# Jižní Tarawa

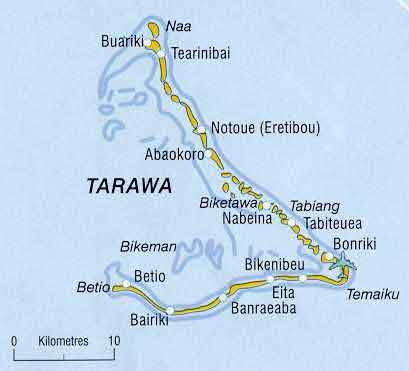
Mapa atolu Tarawa

Jižní Tarawa (anglicky South Tarawa, nebo také gilbertsky a anglicky Teinainano Urban Council, ABR) je oficiálním hlavním městem republiky Kiribati na atolu Tarawa. Název Teinainano znamená "spodní část stožáru", jelikož celý atol připomíná plachtu.
Jižní Tarawa sestává z mnoha malých ostrůvků mezi Bairiki a Bonriki. Tyto ostrůvky jsou spojeny hrázemi, které tak mezi nimi umožňují průchozí cestu.
Nachází se zde univerzita Kiribati Teacher College a jeden z areálů univerzity University of the South Pacific.
Nachází se zde římskokatolická a protestantská (kongregacionalisté) diecéze.
Jako hlavní město je také někdy považováno Bairiki, jelikož se zde dříve nacházelo sídlo parlamentu, vlády a významných úřadů. V dnešní době se parlament nachází na ostrově Ambo a různá ministerstva na různých ostrovech v oblasti mezi Jižní Tarawou a Vánočním ostrovem. Sídla státní moci se nacházejí na různých ostrovech: Baikiri (výkonná), Ambo (zákonodárná) a Betio (soudní).
V Jižní Tarawě se nachází Mezinárodní letiště Bonriki.

## Bairiki

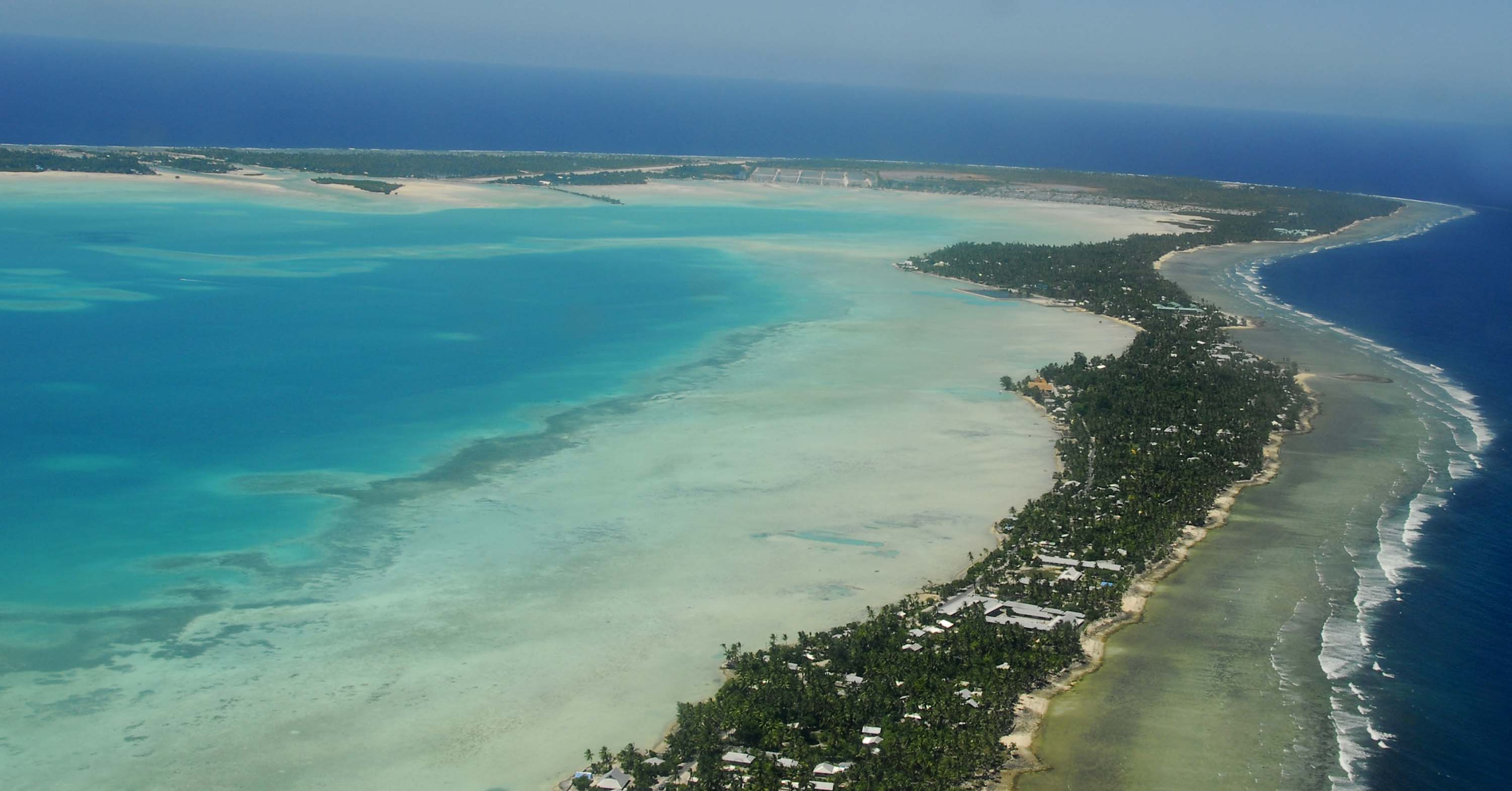
Jižní Tarawa z výšky

Sídlo a ostrůvek Bairiki je částí Jižní Tarawy. Mnohé ostrovy celého souostroví jsou však mnohem větší. Svého času se zde nacházelo sídlo vlády státu Kiribati, proto bývá mnohdy označováno jako hlavní město. Nyní zde sídlí některá ministerstva a prezident, proto je Bairiki také hlavním administrativním centrem Kiribati. Nachází se zde přístav, největší je však na ostrově Betio.